# Valérie Lacroute
Valérie Lacroute (nascida em 29 de outubro de 1965) é uma política francesa que representou o segundo círculo eleitoral de Seine-et-Marne na Assembleia Nacional da França de 2012 a 2020. Ela deixou o Parlamento em 2020 devido a um acúmulo de mandatos e foi substituída por Sylvie Bouchet Bellecourt.